# 大連中山広場近代建築群
座標: 北緯38度55分15秒 東経121度38分20秒 / 北緯38.92070度 東経121.63886度

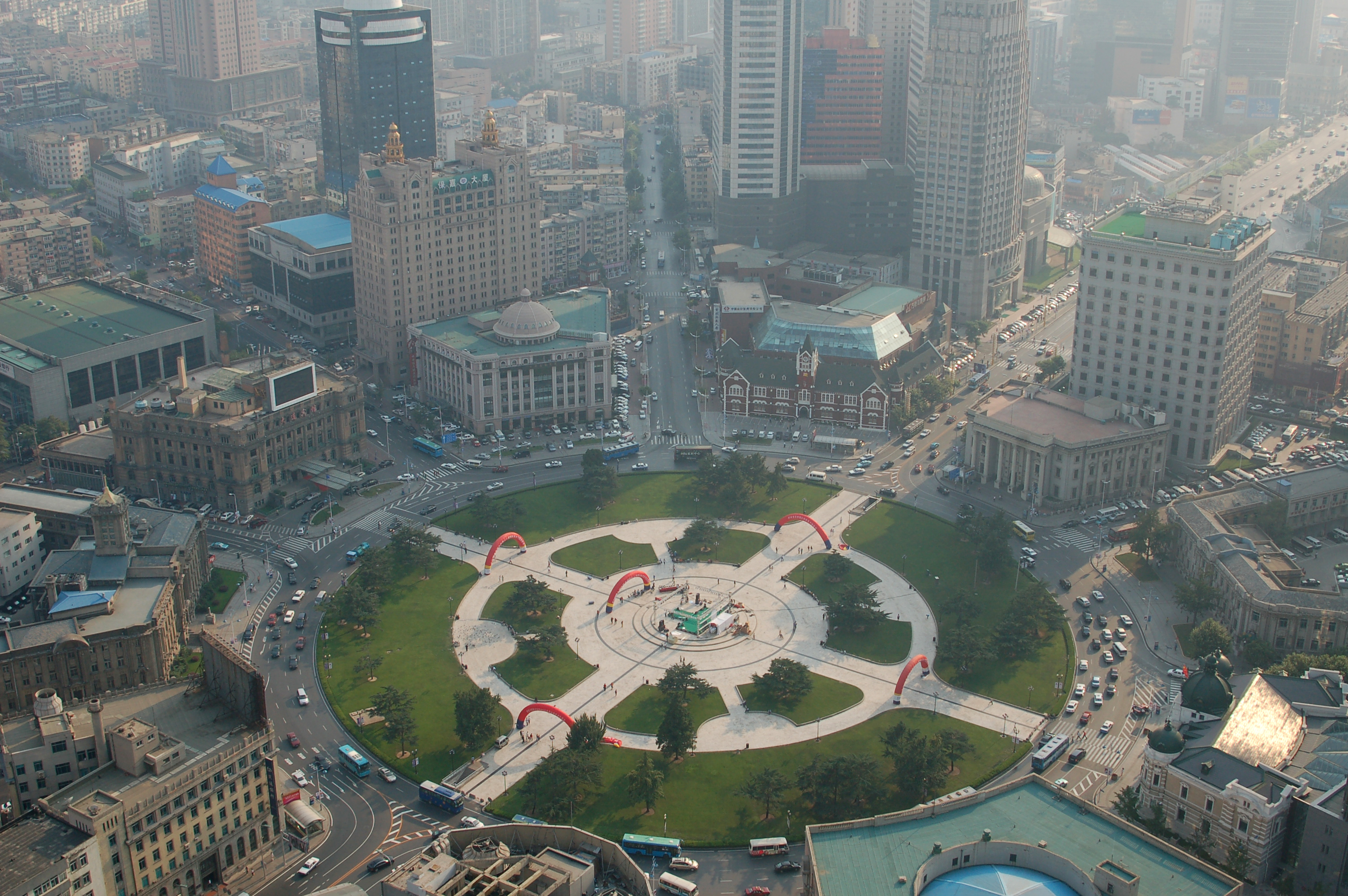
現在の大連中山広場

大連中山広場近代建築群（だいれんちゅうざんひろばきんだいけんちくぐん）は、中国遼寧省大連市中山区にある中山広場（直径213mの円形広場、旧称：大広場）の周囲に建つ、おもに20世紀前半の欧風建築群。現存する10棟のうち7棟が日本人建築家による設計である。中国で20世紀前半の建築が集まった場所としては、上海バンド（上海外灘）と並んで有名になっている。

## 概要
現在残されているのは、おもに租借地関東州として日本の統治下にあった1908年（明治41年）から1936年（昭和11年）の間に建てられた建築物である。中山広場は10本の放射線道路の中心に位置し、周囲には当時の行政機関や銀行が集められていた。建築様式は歴史主義建築の影響が強く、ゴシック建築やルネサンス建築を基調とした建物が並んでいる。
2001年、中国の全国重点文物保護単位（編号5 - 478）に指定され、近現代重要史跡及代表建築に分類された。
| 所在地       | 建築時期       | 元の名称                      | 現在の名称               | 設計者                             |
| ------------ | -------------- | ----------------------------- | ------------------------ | ---------------------------------- |
| 中山広場1号  | 1920年12月     | 朝鮮銀行大連支店              | 中国工商銀行中山広場支行 | 中村與資平建築事務所               |
| 中山広場2号  | 1908年3月25日  | 大連民政署（大連警察署）      | 遼寧省対外貿易経済合作庁 | 前田松韻（関東都督府民政部土木課)  |
| 中山広場3号  | 1914年 2000年  | 英国駐大連領事館 大連金融大廈 | 現存せず 同左            | H.Ashead 未発表                    |
| 中山広場4号  | 1914年4月      | 大連ヤマトホテル              | 大連賓館                 | 太田毅（推定）（満鉄工務課）       |
| 中山広場5号  | 1919年8月      | 大連市役所                    | 中国工商銀行大連市分行   | 松室重光（関東都督府民政部土木課） |
| 中山広場6号  | 1936年         | 東洋拓殖株式会社大連支店      | 交通銀行大連市分行       | 宗像主一建築事務所                 |
| 中山広場7号  | 1910年6月      | 中国銀行大連支店              | 中信銀行中山支行         | 中国人                             |
| 中山広場8号  | 1950年         | 大連人民文化クラブ            | 同左                     | ベラルーシ人を長とするソ連チーム   |
| 中山広場9号  | 1909年12月12日 | 横浜正金銀行大連支店          | 中国銀行遼寧省分行       | 妻木頼黄、太田毅                   |
| 中山広場10号 | 1918年         | 関東逓信局                    | 大連市郵政局             | 松室重光（関東都督府民政部土木課） |

## 歴史

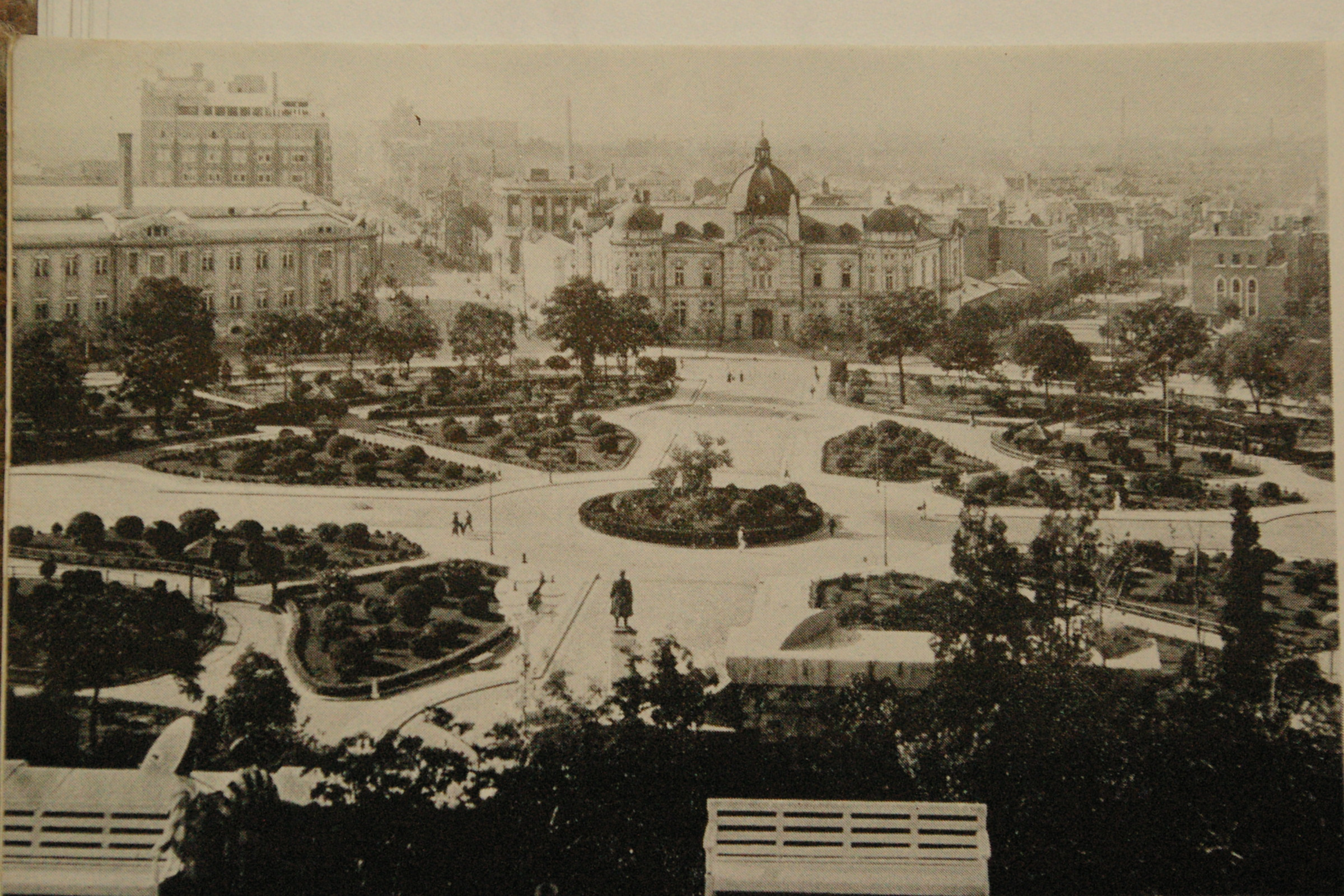
1940年頃の大連大広場

シベリア鉄道の太平洋側の玄関口となる不凍港を欲していた帝政ロシアは、1898年に遼東半島南端を租借すると、大連湾に面した青泥窪に商業都市「ダーリニー」の建設を開始した。ダーリニーはパリに倣った多心放射状街路を持つ都市として計画された。都市の中央に配された円形広場はニコライェフスカヤ広場と命名され、周囲に市庁舎・郵便局・銀行・集会場・商業取引所などが建設される予定だった。しかし日露戦争までの僅かな期間に完成したのは北部の行政市街（現在の旧ロシア人街）だけであり、その他の街区では宅地造成は進んでいたものの、未開発の更地が大部分を占める状態だった。1904年5月、日本軍はダーリニーを占領し、1905年1月、ダーリニーを大連と改称した。児玉源太郎の方針によりロシア統治時代の都市計画を基本的に引き継ぐことになり、ニコライェフスカヤ広場は大広場へと改称され、ここに大連民政署の新庁舎が建設された。以降はこの広場が行政の中心地として発展し、今日に残る近代建築の数々が建設されていった。戦後、1945年11月に中国人による大連市政府が成立。大広場は中山広場と改称され、周囲の建物には公的機関や銀行が入居した。以後60年以上に渡り大きく手を加えられることなく維持され、現在は大連の代表的景観として保護されている。

## 建築物

### 旧 朝鮮銀行大連支店

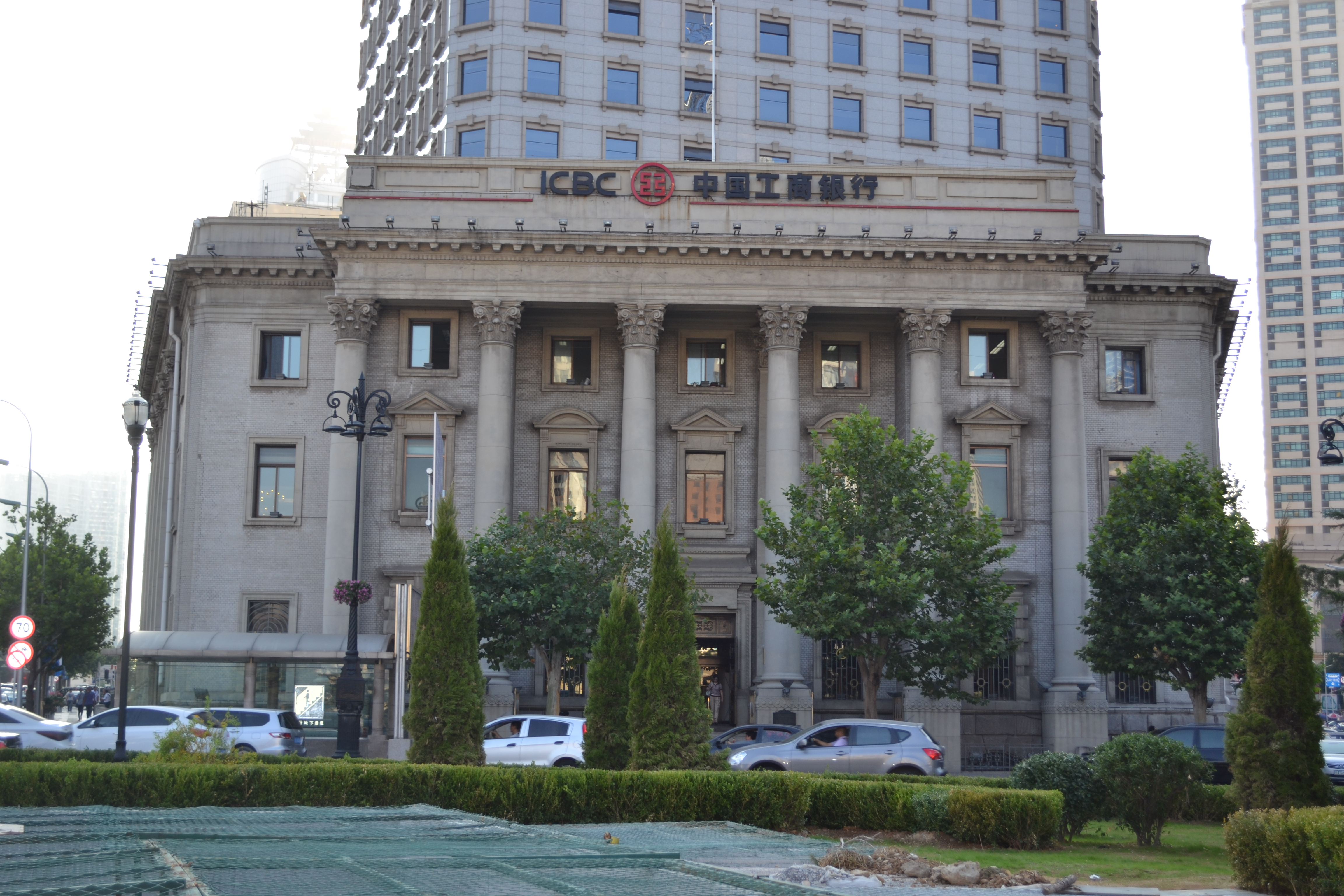
旧朝鮮銀行大連支店

コリント式オーダーが並ぶルネサンス様式の建物。朝鮮銀行は日本統治領での中央銀行としての機能を担っており、大連支店の業務拡大に伴って建物を新築した。戦後、朝鮮銀行が解散した後も建物は銀行として使用され、現在は中国工商銀行中山広場支行が使用している。
設計者は朝鮮銀行の建築顧問として多くの銀行建築を手がけていた中村與資平。京城に建築事務所を構えていた中村は、この新築工事のために1917年に大連出張所を開設した。なお、1922年に中村が活動拠点を日本に移した際に、同出張所を部下の宗像主一に譲っている（中村宗像建築事務所）。
- 設計 － 中村與資平（中村建築事務所）
- 施行 － 中村建築事務所
- 竣工 － 1920年
- 構造 － 鉄筋煉瓦造3階建
- 延床面積 － 5,278m2

### 旧 大連民政署（大連警察署）

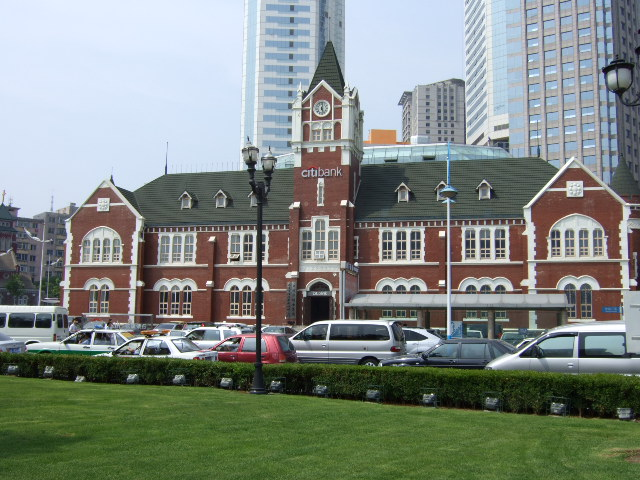
旧大連民政署

関東都督府民政部の下で大連を管轄した行政機関、大連民政署の庁舎として建てられたゴシック様式の建物。日本統治下の大連で最初に建てられた官庁建築でもある。時計塔を持つスタイルはヨーロッパの市庁舎を参考にしている。レンガは大連市内の満州煉瓦会社製、石材は山東省産の薄紅色花崗岩を使用した。1922年より大連警察署の庁舎となり、戦後は大広場警察局と中国海軍後勤部が使用した。現在は遼寧省対外貿易経済合作庁が使用している。
設計者は関東都督府土木課の前田松韻。前田は中国東北地方に渡った最初の日本人建築家である。日露戦争下の1904年に軍倉庫の建設に携わり、1905年2月に大連軍政署の嘱託技師となった。しかし2年後の1907年10月には東京高等工業学校の教授に抜擢され、民政署庁舎の完成を待たず帰国した。在任機関は短かったが、大連の民間建築に一定の規模と耐火構造を求めた建築規則の草案作成にも参画するなど、大連の都市建設に大きな影響を残した。
- 設計 － 前田松韻（関東都督府民政部土木課）
- 施工 － 荒川工務局
- 着工 － 1907年8月1日
- 竣工 － 1908年3月25日
- 構造 － 煉瓦造2階建、塔屋付
- 建坪 － 234坪
- 延床面積 － 約2,000m2

### 旧 英国領事館

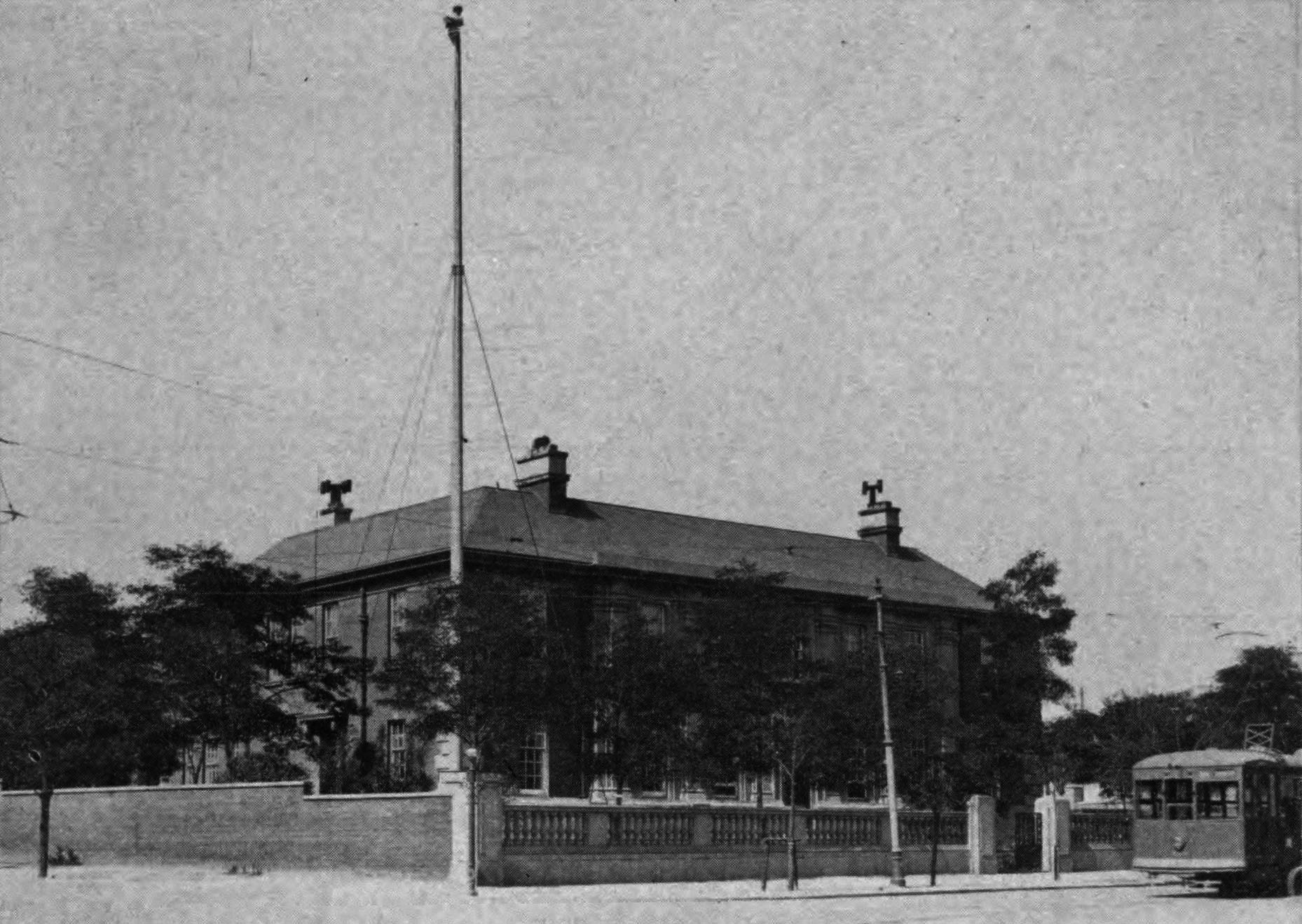
1929年頃の英国領事館

1914年に竣工したイギリスの在大連領事館。設計はイギリス工務局の上海事務所技師長補佐だったH.アシェッド。大広場に面した唯一の在外公館だった。1952年以降は大連市六一幼稚園が使用していたが、1995年に取り壊されて、2000年には大連金融大廈が建てられた。
なお、1928年に領事館敷地内に英国聖公会と日本聖公会の共同で、2代目の赤レンガの大連聖公会教会が建てられたが、これは玉光街礼拝堂として現存している。

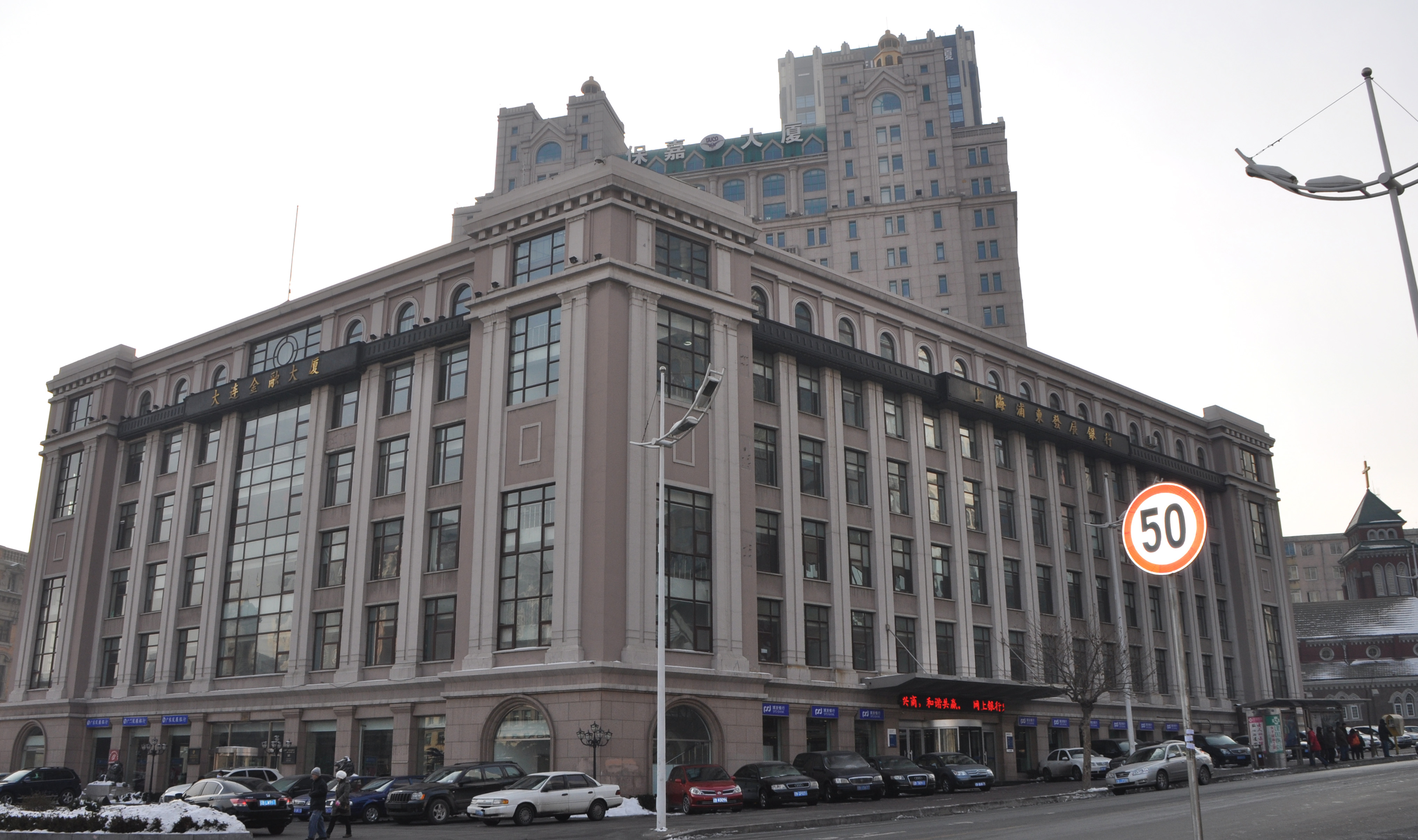
大連金融大廈
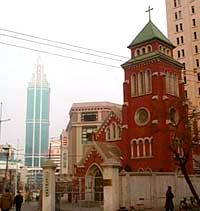
旧大連聖公会教会（中国基督教協会玉光街礼拝堂）

### 旧 大連ヤマトホテル

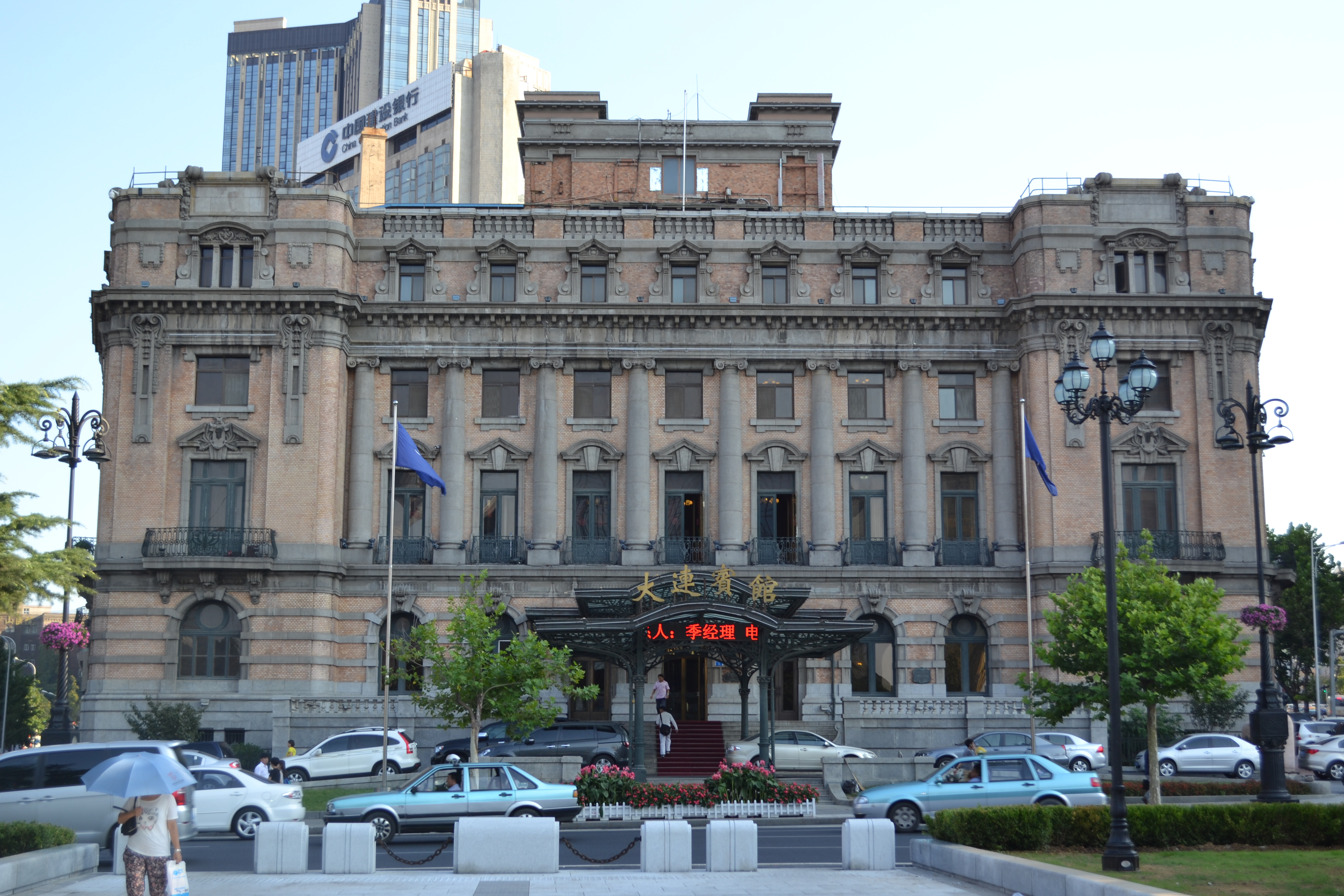
旧大連ヤマトホテル（大連賓館）

ヤマトホテルは南満州鉄道が経営した高級ホテルチェーンで、中でも大連ヤマトホテルは最も格式の高いホテルだった。着工から竣工まで5年をかけて入念に建設された大建築である。建物正面は花崗岩のイオニア式オーダーを並べたルネサンス様式。客室数は115室で、蒸気暖房やエレベーターも設置されていた。設計者については諸説あるが、南満州鉄道技師の太田毅とする説が有力視されている。現在はホテル大連賓館として営業中であり、外国人の宿泊も可。
- 設計 － 南満州鉄道
- 着工 － 1909年
- 竣工 － 1914年
- 構造 － 鉄骨煉瓦造4階建
- 建築面積 － 2,145m2
- 延床面積 － 11,376m2

### 旧 大連市役所

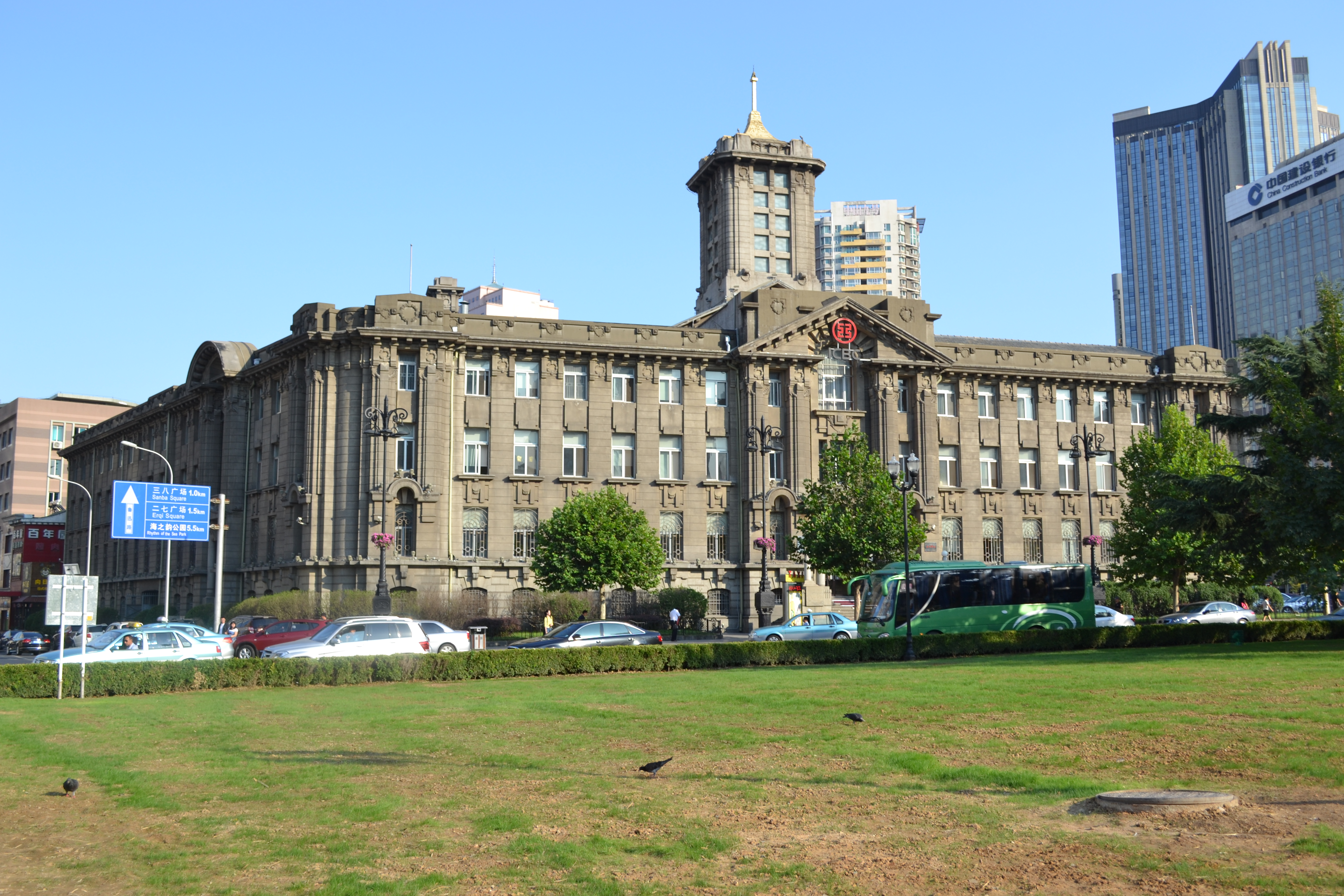
旧大連市役所

玄関の唐破風など日本建築の意匠が取り入れられており、塔屋のデザインは京都祇園祭の山車をイメージしたとされる。設計者の松室重光は関東都督府土木課の課長で、大連民政署を設計した前田松韻の後任にあたる。松室は京都府技師時代に社寺建築の保存修復にも業績を残しており、建物のデザインにもその見識が反映されている。戦後も1947年～1950年は大連市人民政府庁舎（市役所相当）として使用され、その後は市政府各部局の分庁舎となった。現在は中国工商銀行大連市分行が使用している。
- 設計 － 松室重光（関東都督府民政部土木課）
- 施工 － 清水組
- 竣工 － 1919年8月
- 延床面積 － 9,870m2

### 旧 東洋拓殖大連支店

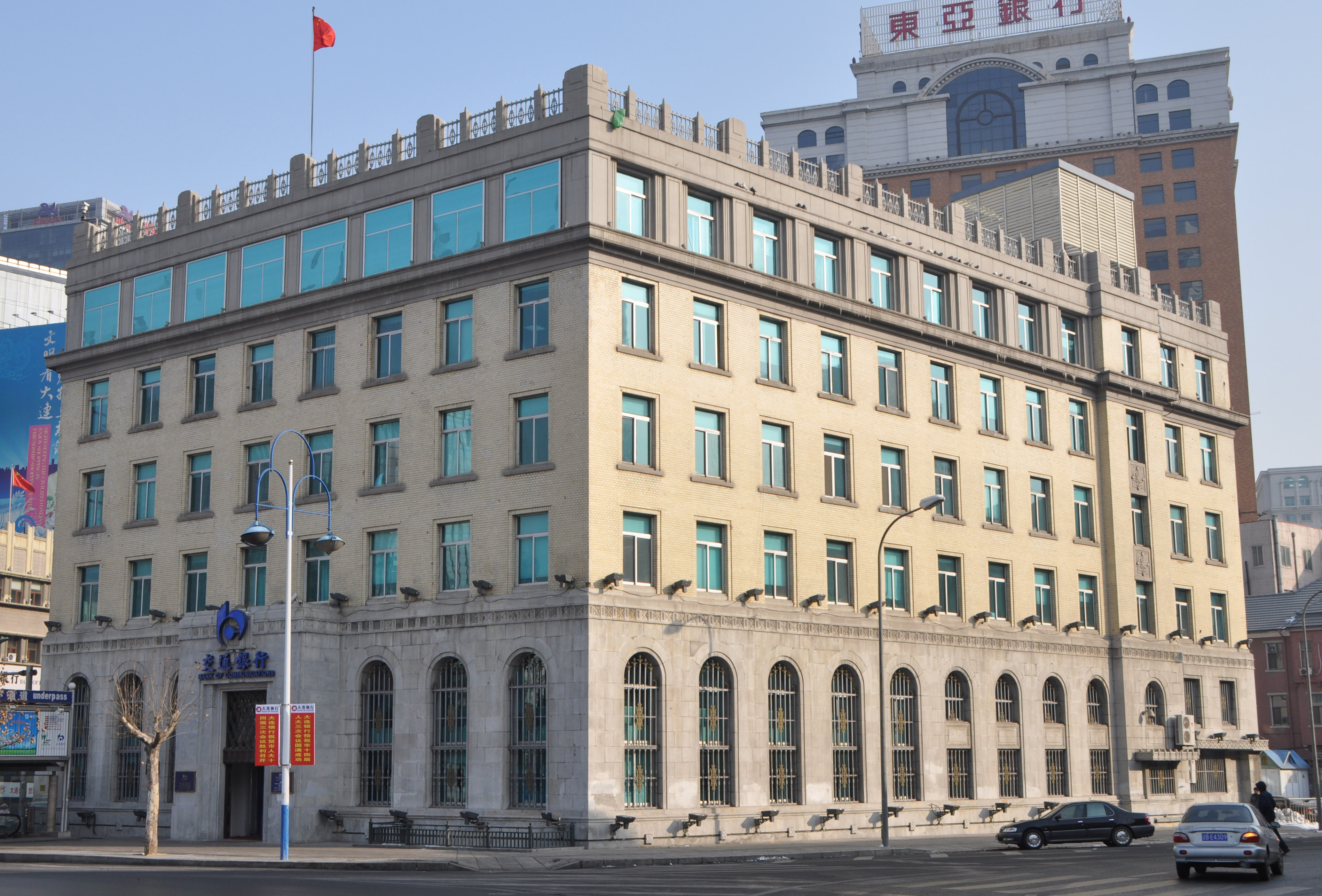
旧 東洋拓殖大連支店

植民地事業のための国策会社である東洋拓殖株式会社の大連支店。設計者の宗像主一は、広場の対面に立つ朝鮮銀行大連支店を設計した中村與資平の弟子にあたる。下層に連なるアーチ窓にアメリカ商業建築の影響が見られる。戦後の1951年から1957年まで中国共産党大連市委員会庁舎として、その後は市政府の分庁舎として使用された。現在は交通銀行大連市分行が使用している。
- 設計 － 宗像主一
- 竣工 － 1936年
- 延床面積 － 8,105m2

### 旧 中国銀行大連支店

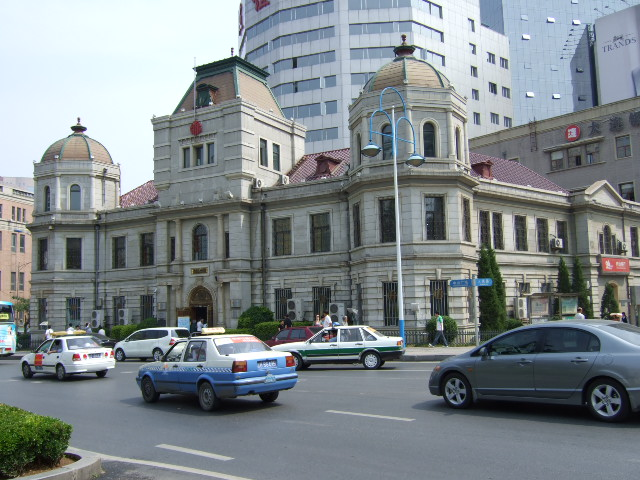
旧中国銀行大連支店

清国大清銀行の大連支店として建てられたルネサンス様式の建物。中央の塔屋にはフランス風のマンサール屋根を載せている。1912年の中華民国成立に伴い中国銀行へ改称された。戦後は大連市教育局庁舎として使用された。現在は中信銀行中山支行（旧・中信実業銀行）が使用している。
なお、同敷地の右側（人民路側）に隣接して、台湾銀行大連支店が1910年に建設されており、現在は大連銀行中山支店（住所：人民路6号）として使われている。
- 竣工 － 1910年6月
- 延床面積 － 1,762m2

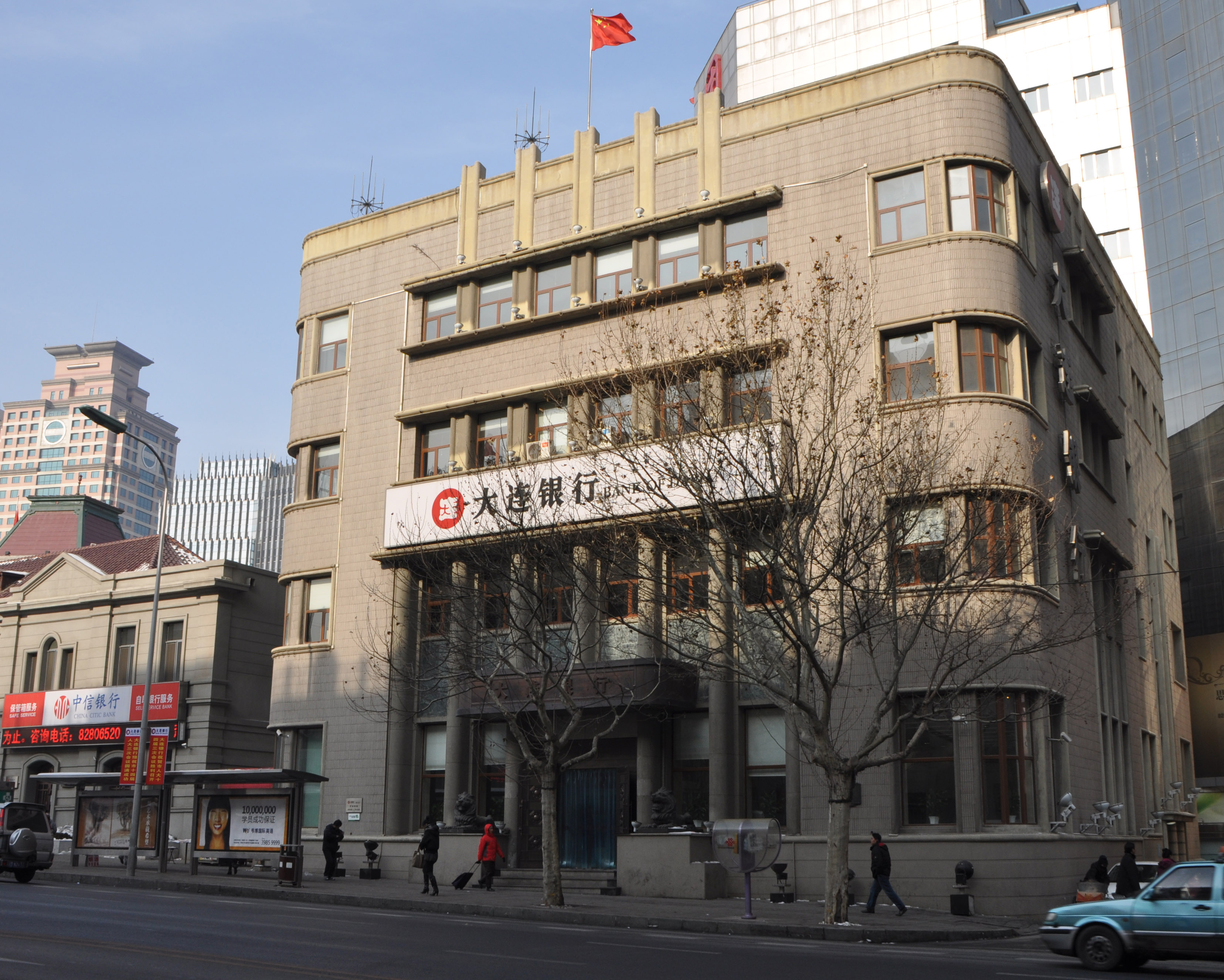
旧 台湾銀行大連支店

### 大連人民文化クラブ

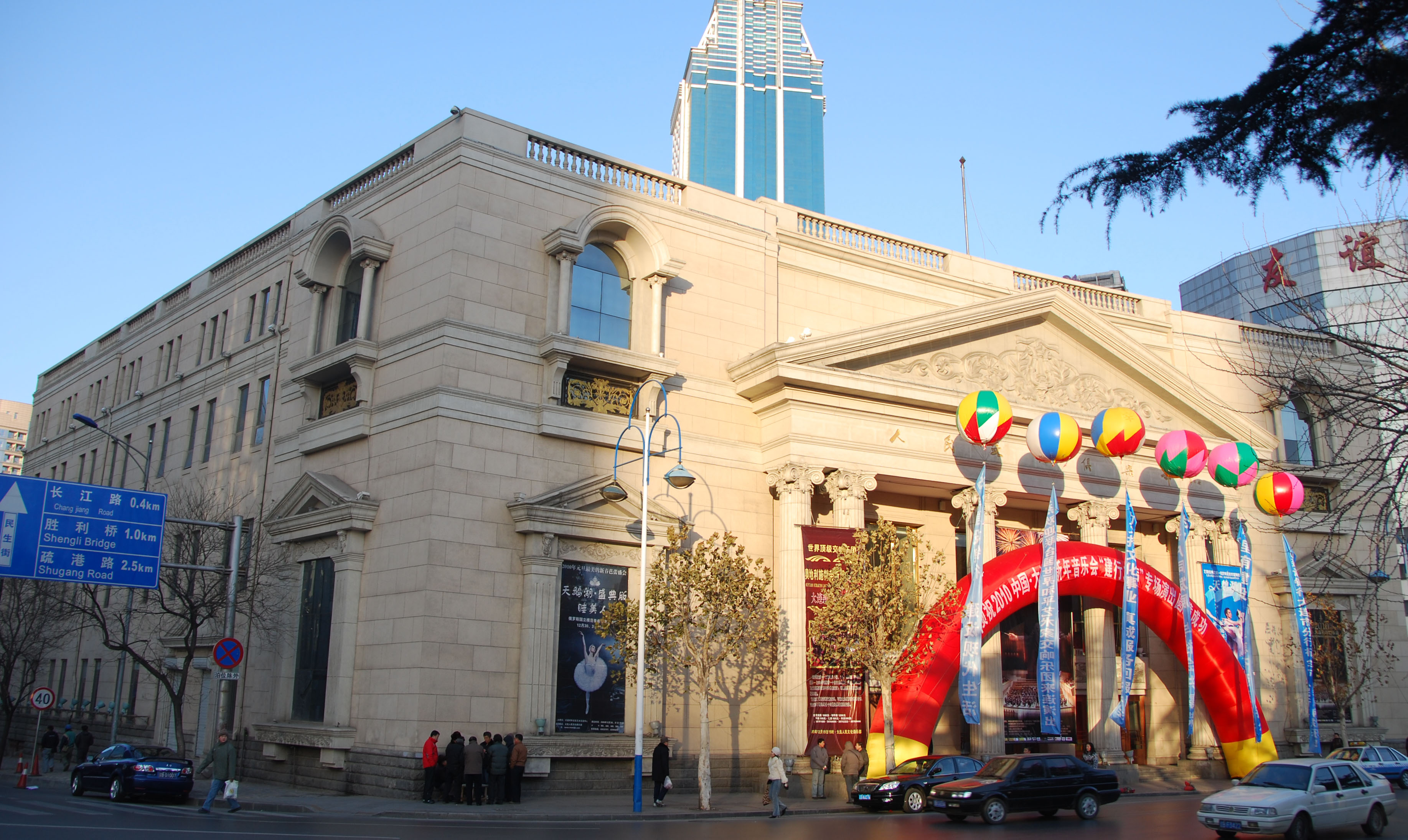
大連人民文化クラブ

新中国の設立間もなく、ソ連軍がまだ旅順・大連に駐屯し、中山広場の旧関東逓信局がソ連軍司令部で、旧横浜正金銀行がソ連の極東銀行支店になり、旧関東逓信局はソ連軍大連警備本部であった困難な時期の1950年に、コンサートホール兼劇場としての大連人民文化倶楽部を建設している。日本が大連を租借中も映画館・小劇場はあったが、これほど大規模な文化施設は建設されず、現在も大連市の主要な文化施設として、内外の演奏家・演劇家に利用されている。
設計はソ連チームで、リーダーはベラルーシ人のナジェフ。 1995年、2008年の2回にわたる全面改修を経て、現在の収容人員は一階が600席、二階が400席。

### 旧 横浜正金銀行大連支店

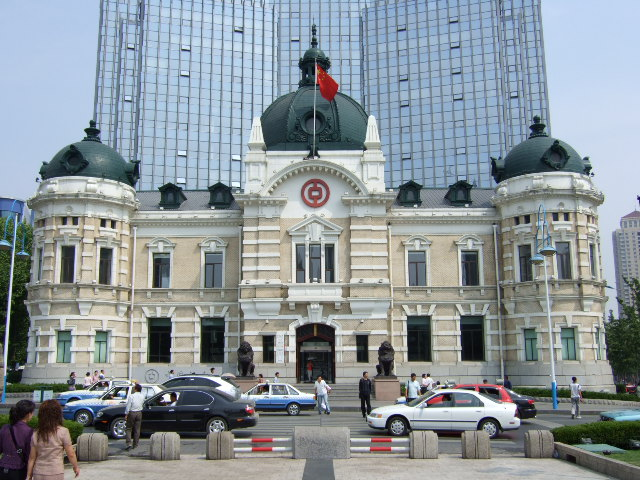
旧横浜正金銀行大連支店

日本唯一の外国為替管理銀行だった横浜正金銀行の大連支店として建てられた、3連のバロックドームを持つタイル貼りの建物。基本設計は日本で妻木頼黄が行い、弟子にあたる満鉄技師の太田毅が妻木の図面を元に実質設計を行った（太田は臨時煙草製造局技師兼司法技師として妻木の指導下で実績を積み、在官のまま満鉄に招かれていた）。1945年より極東銀行（ソヴィエト連邦）が使用。現在は中国銀行遼寧省分行が置かれている。外貨両替も可だが室内は撮影禁止。
- 設計 － 妻木頼黄、太田毅
- 竣工 － 1909年
- 延床面積 － 2,805m2

### 旧 関東逓信局

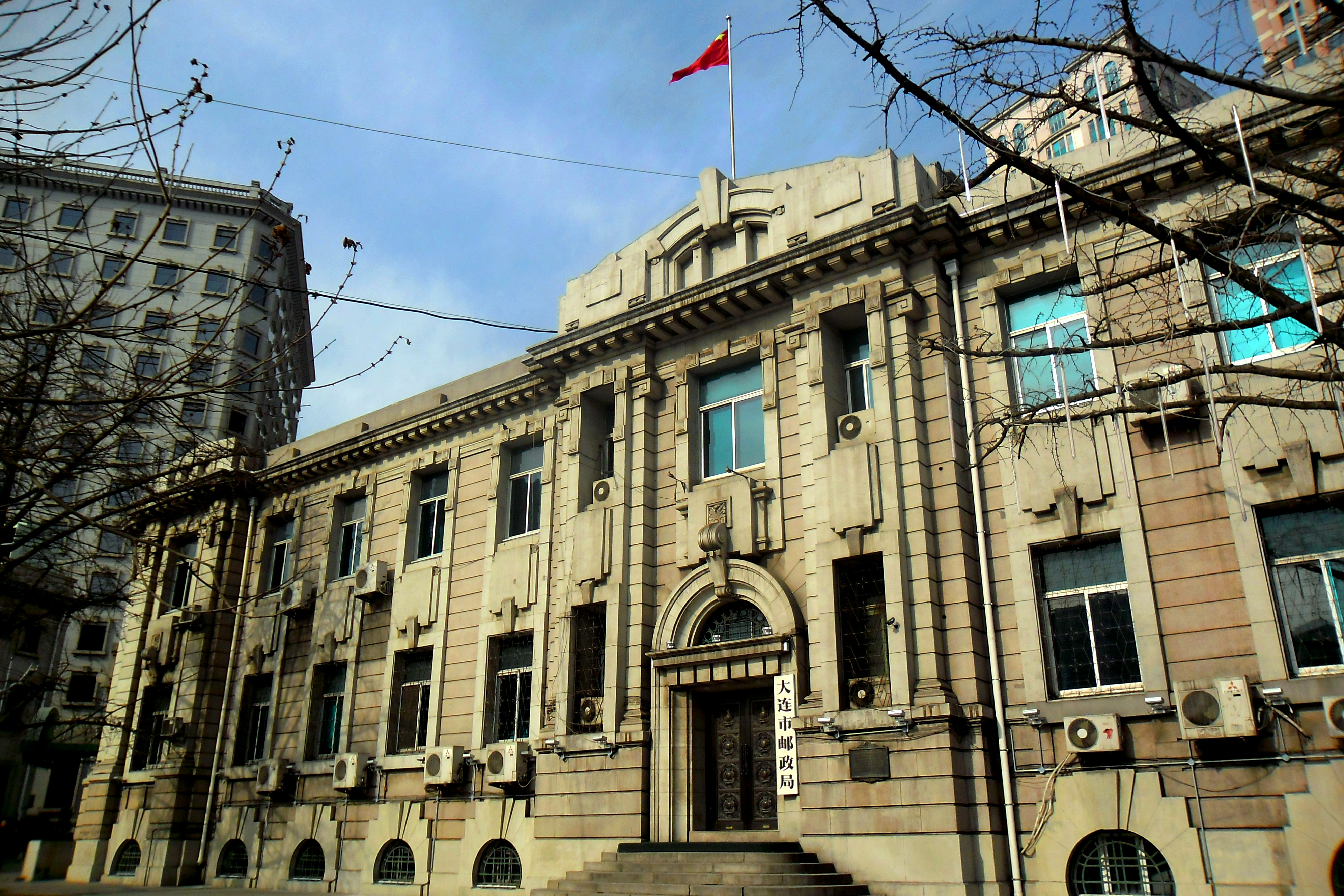
旧関東逓信局

関東州での郵政事業を担当した逓信省関東逓信局の庁舎だった建物。同じく松室が設計した大連市役所の対面に立つ。同じ設計者の建物が向き合うのは異例だが、当時の松室が関東都督府でただ一人の建築技師として設計業務を一手に引き受けていた事実の証左とも言える。戦後はソヴィエト連邦軍大連警備司令部が接収。現在は大連市郵政局が使用している。
- 設計 － 松室重光（関東都督府民政部土木課）
- 竣工 － 1917年
- 延床面積 － 2,556m2

## 国家と市による保護
上の大連金融大廈および注に書いたものを除く建物はすべて
- 中国国家の「全国重点文物保護単位」（詳細は中国語: 全国重点文物保护单位）編号5 - 478（2001年)

に選ばれていて、保護されている。また上の建物はすべて
- 「大連市重点保護建築（中国語: 大连市重点保护建筑）第1回（2002年）[4]

に選ばれ、保護されている。

### 保護の実態
中山広場とこれらの建物は大連一番の観光地になっているだけでなく、すべて銀行などの業務に実際に使われているため、21世紀の初頭には、建物の保護と実用化の矛盾で、次のような実態を呈している。
- 横浜正金銀行大連支店（中国銀行大連分行）

2005年に後方にガラス張りの大型新ビルが追加され、旧ビルの後方の外壁は取り壊されて、新ビルと繋がった。中国銀行大連分行の銀行業務はすべて新ビルの方で行なわれ、旧ビルは内装がすべて取り払われて、1・2階吹き抜けの大きなホールになり、そこに歴史的な写真が飾られていて、旧ビルは新ビルへの正面入り口のようになった。旧ビルの正面と両側面の外壁には変化はない。
- 朝鮮銀行大連支店（中国工商銀行中山広場支行）

2009年に内装は一新されて、1・2階吹き抜けの現代的な銀行サービス・フロアになって、内部には往時の面影はない。中国工商銀行は広場の向かいに大連支分があるので、ここを利用する顧客は少ない。建物の外壁には、以前と変化はない。